# トゥインクル☆キッチン
『トゥインクル☆キッチン』は、きたむらゆうかによる日本の漫画作品。『ちゃお』（小学館）にて2020年12月号より2021年2月号まで連載された。単行本は全1巻で、『ちゃおデラックス』（同）2013年春号と夏号に掲載された「星降るキッチン」が2話まで併録されている。

## あらすじ
七条すばるは料理部入り先輩とも流星キッチン部を舞台してすばるは料理目指す漫画作品。

## 登場キャラクター
七条 すばる（しちじょう すばる）
本作の主人公。料理部流星なためである。
叶 流星（かのう りゅうせい）
すばるの片思い。すばる料理部で流星の由来はトゥインクルなためとなる。
ホイップ
耳がホイップクリームみたいな形をしている猫。

## 書誌情報
- きたむらゆうか『トゥインクル☆キッチン』小学館〈ちゃおコミックス〉、2021年4月28日発売[2]、ISBN 978-4-09-871363-9